# Бэбкок, Фэй
Фэй Кларк Бэ́бкок (англ. Fay Clark Babcock; 15 июня 1895, Сан-Франциско, Калифорния, США — 12 ноября 1970, Лос-Анджелес, Калифорния, США) — американский кинодекоратор, арт-директор и художница спецэффектов, одна из первых женщин в Голливуде, добившихся большого успеха в профессии кинодекоратора. Дважды номинантка на премию «Оскар» (1943, 1945) в номинации «Лучшая работа художника-постановщика» за фильмы «Весь город говорит» (1942) и «Девушка с обложки» (1944), соответственно. Среди её других работ фильмы «Моя сестра Айлин» (1942) и «Люби меня нежно» (1956), и телесериал «Мэверик».

## Избранная фильмография
Кинодекоратор
- 1937 — «Потерянный горизонт» / Lost Horizon
- 1944 — «Девушка с обложки» / Cover Girl
- 1947 — «Подставленный» / Framed
- 1956 — «Люби меня нежно» / Love Me Tender
- 1958-1960 — «Мэверик» / Maverick